# Twix
Twix (в некоторых странах — Raider) — шоколадный батончик, состоящий из песочного печенья с карамелью, покрытый слоем молочного шоколада. Производится американской компанией Mars, Inc. с 1967 года. Упаковка Twix обычно состоит из двух батончиков, но также расфасовывается по одному или четырём батончикам.

## История
Батончик первоначально назывался Raider и впервые начал производиться в Великобритании в 1967 году. В 1979 году продукт был импортирован в США под названием Twix. Название произошло от двух английских слов: twin с англ. — «двойной, составляющий пару» и stick с англ. — «палочка, стик». В континентальной Европе батончик Twix в течение многих лет назывался Raider (с таким же названием батончик продавался и в СССР с начала 1991 года), однако в 1991 году его название было изменено (в Дании, Финляндии, Норвегии, Швеции и Турции в 2000 году), чтобы соответствовать международному названию бренда. Бренд Raider был возрождён для выпуска ретро-серии батончиков. Они появились в продаже в Германии в 2009 году, в Нидерландах и Бельгии — в 2015-м, а в Швейцарии — в конце 2023-го.

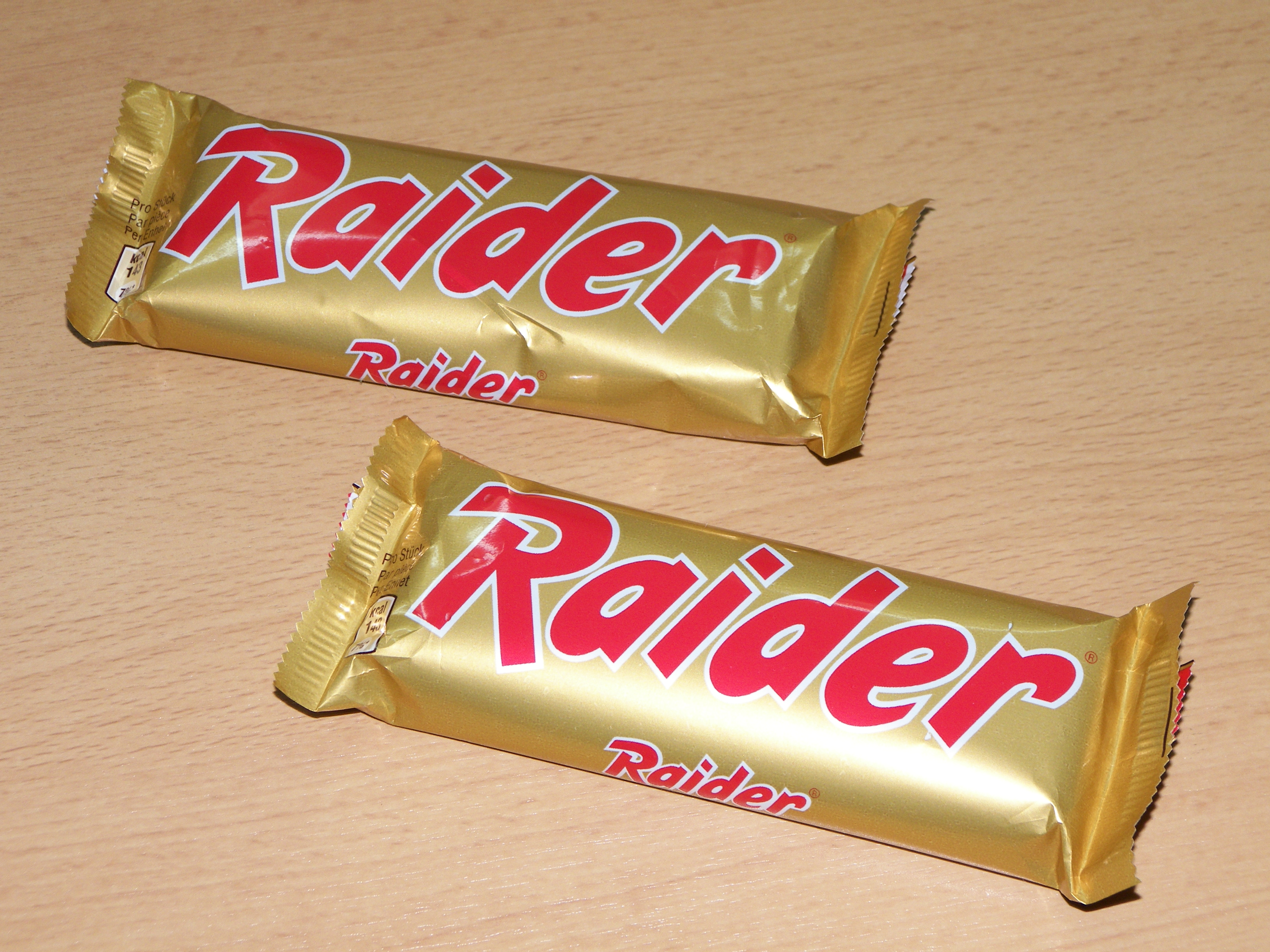
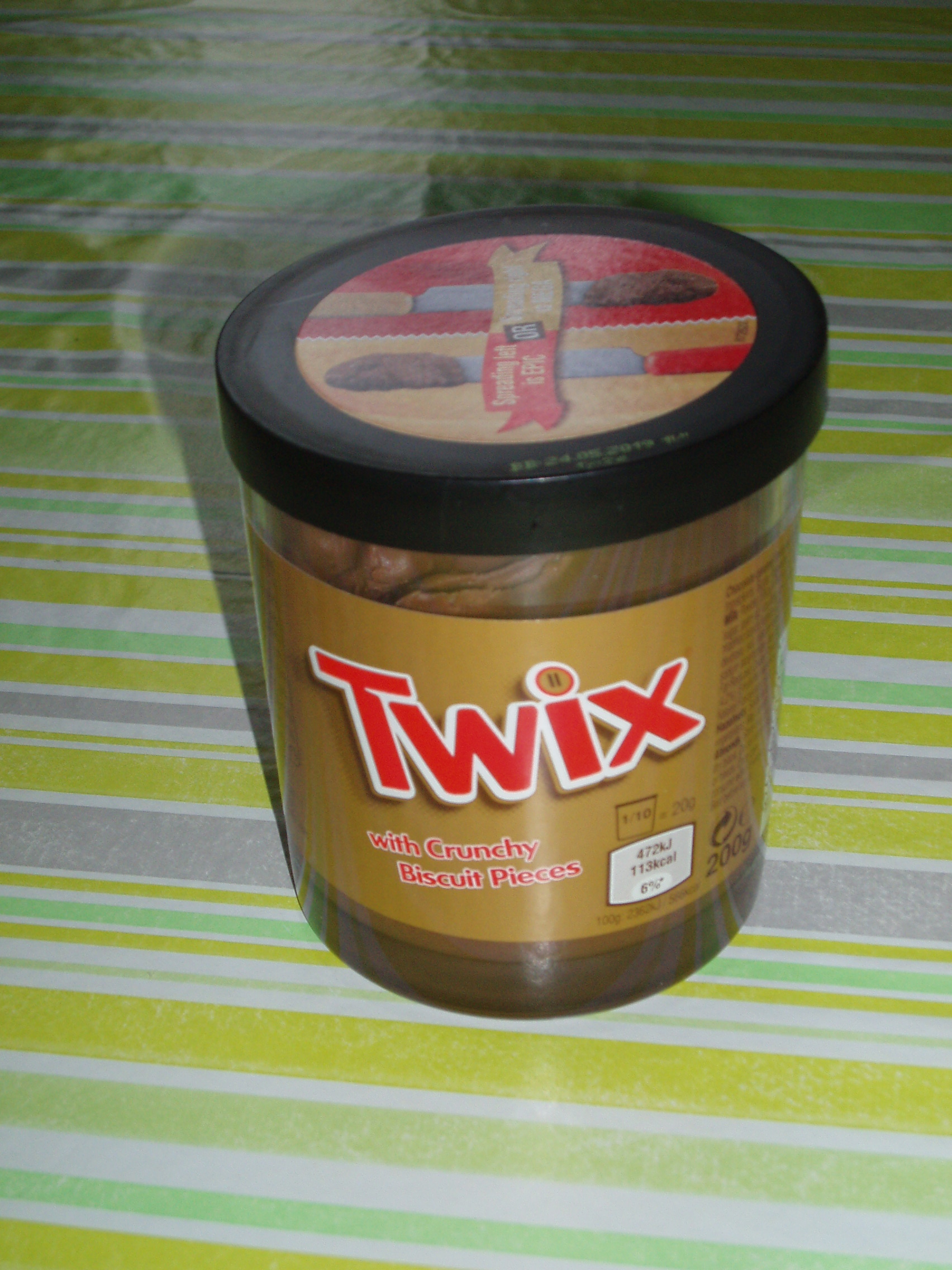
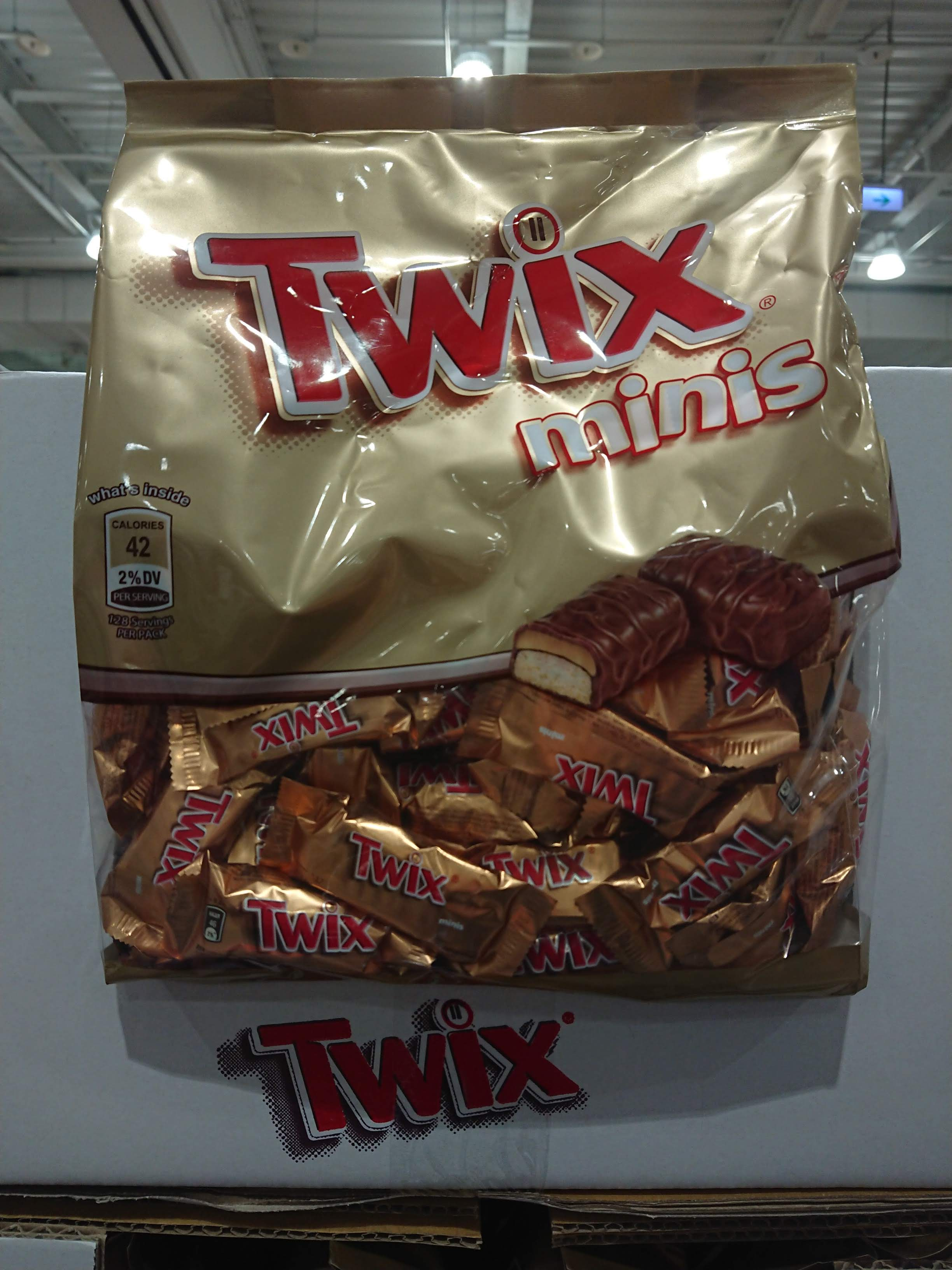

## Производство
Батончики Twix для североамериканского рынка производятся в Кливленде, штат Теннесси, вместе с M&M’s. Для глобальных рынков, таких как Европа и Африка, они производятся в Вехеле, Нидерланды, наряду с батончиками Mars и другими шоколадными конфетами Mars, Inc.

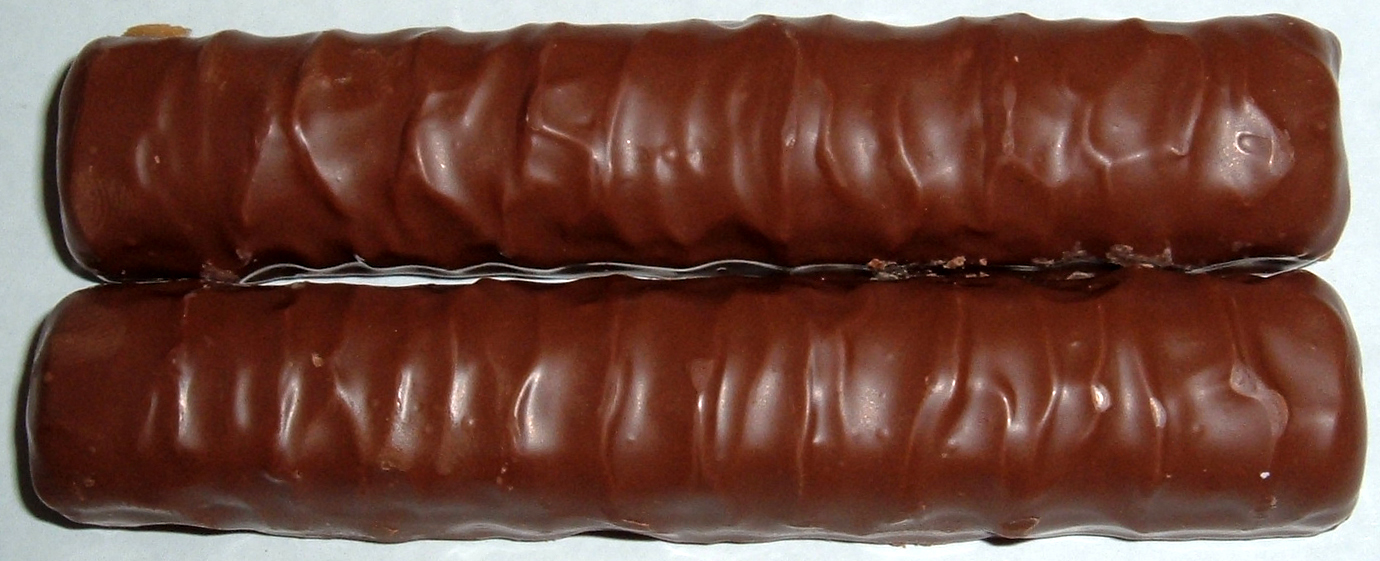
Пара батончиков
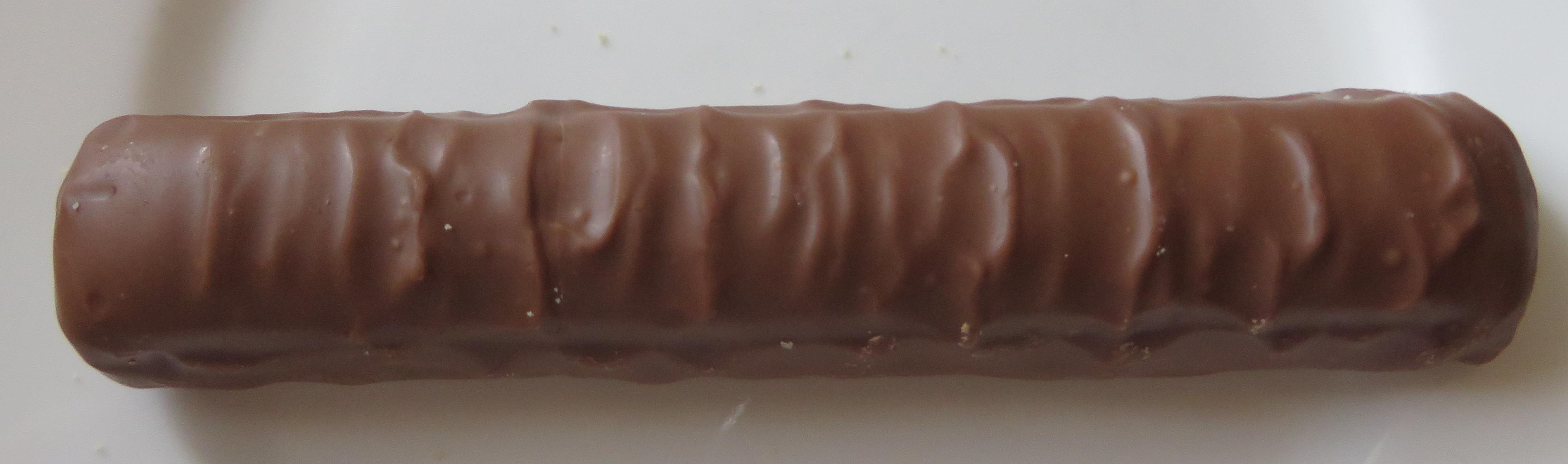
Батончик
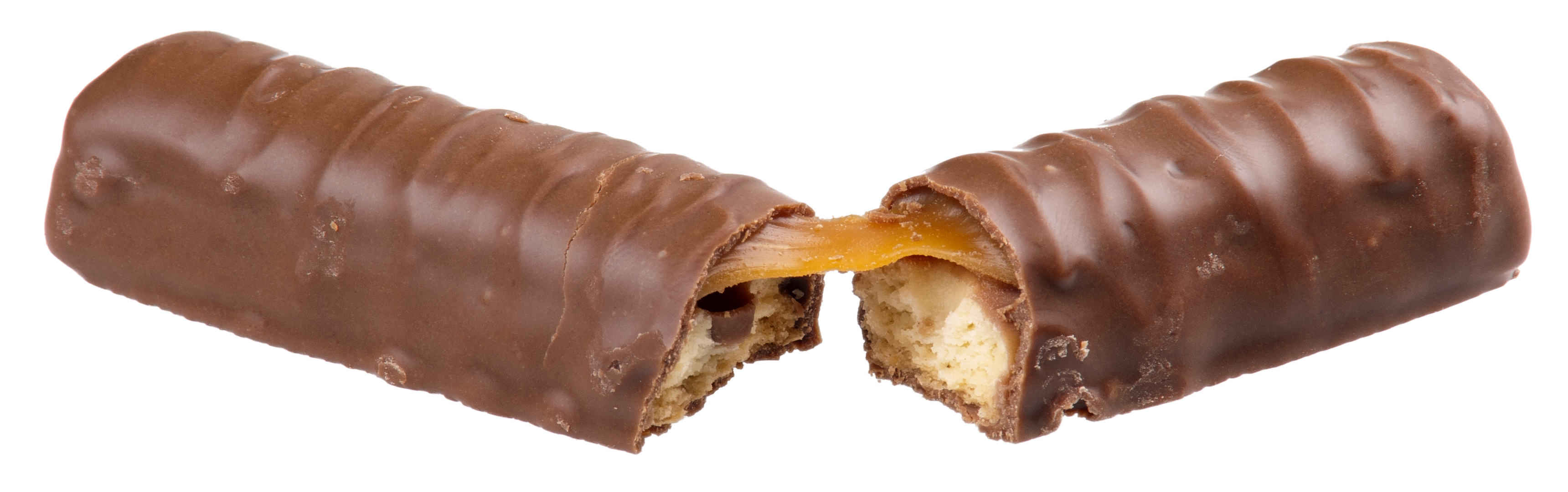
Разломленный